# Psalydolytta atripalpis
Psalydolytta atripalpis es una especie de coleóptero de la familia Meloidae.

## Distribución geográfica
Habita en República Centroafricana y República Democrática del Congo.